# Heraldine Rock
Ives Heraldine Rock (née le 28 juillet 1933 à Castries et morte le 31 août 2012), plus connue sous le nom de Heraldine Rock ou de Ma Rock, est une femme politique lucienne.

## Biographie
Ives Heraldine Rock naît le 28 juillet 1933 à Castries. Elle a un frère, Rupert Gajadhar, qui aura aussi une carrière politique.
En 1964, Heraldine Rock est responsable des relations publiques de l'association des cultivateurs de bananes de Sainte-Lucie. Elle quitte son poste en juin 1964 pour se présenter aux élections générales contre George Charles, sans succès. En décembre de la même année, elle est élue au conseil municipal de Castries.
En 1965, elle reçoit le titre de juge de paix et le grade de membre de l'ordre de l'Empire britannique.
Le 3 mai 1974, Heraldine Rock remporte l'élection générale contre George Odlum,. Si Marie Grace Augustin est la première femme nommée au Parlement lucien en 1951, Heraldine Rock y est la première femme élue,. De 1974 à 1979, elle est ministre du Développement communautaire, du Logement, de l'Eau, des Sports, de la Jeunesse, des Affaires sociales, des Coopératives et des Affaires ecclésiastiques, ce qui fait d'elle la première femme ministre du pays. Elle obtient également la création d'une commission réservée aux droits des femmes, qui revient à Lorraine Williams.
En 1982, elle choisit de ne pas se présenter aux élections générales. Son parti, le Parti uni des travailleurs, remporte les élections et la nomme sénatrice, un poste qu'elle occupe jusqu'en 1987.
Elle meurt le 31 août 2012.

## Postérité
Un bâtiment de Sainte-Lucie porte son nom.